# Donn E. Rosen
Donn Eric Rosen (1929 - 14 de septiembre de 1986) fue un ictiólogo estadounidense más conocido por ser el coautor del primer texto moderno que clasificó a los peces teleósteos titulado Phyletic Studies of Teleostean Fishes, with a Provisional Classification of Living Forms que se publicó en 1966.
Este es el primer texto oficial donde se mencionan a los dos superórdenes teleósteos Osteoglossomorpha y Paracanthopterygii; junto con sus otros autores, se le considera como autoridad binomial para dichos superórdenes. Además, fue director del departamento de ictiología del American Museum of Natural History entre 1960 y 1985.
Rosen es considerado autoridad binomial para el género Scolichthys y junto a otros autores, de varias especies, entre ellas:
- Ophisternon aenigmaticum (Rosen & Greenwood, 1976)
- Xiphophorus alvarezi (Rosen, 1960)
- Pseudoxiphophorus anzuetoi (Rosen & Bailey, 1979)
- Gambusia atrora (Rosen & Bailey, 1963)
- Heterandria attenuata (Rosen & Bailey, 1979)
- Bramocharax baileyi (Rosen, 1972)
- Pseudoxiphophorus cataractae (Rosen, 1979)
- Xiphophorus cortezi (Rosen, 1960)
- Pseudoxiphophorus dirempta (Rosen, 1979)
- Bramocharax dorioni (Rosen, 1970)
- Xiphophorus evelynae (Rosen, 1960)
- Phallichthys fairweatheri (Rosen & Bailey, 1959)
- Scolichthys greenwayi (Rosen, 1967)
- Brachyrhaphis hartwegi (Rosen & Bailey, 1963)
- Scolichthys iota (Rosen, 1967)
- Pseudoxiphophorus litoperas (Rosen & Bailey, 1979)
- Gambusia luma (Rosen & Bailey, 1963)
- Synbranchus madeirae (Rosen & Rumney, 1972)
- Xiphophorus milleri (Rosen, 1960)
- Xiphophorus nigrensis (Rosen, 1960)
- Pseudoxiphophorus obliquus ((Rosen, 1979)
- Xiphophorus signum (Rosen & Kallman, 1969)
- Carlhubbsia stuarti (Rosen & Bailey, 1959)